# Pete Goegan
Peter John Goegan (Fort William, 6 marzo 1934 – Thunder Bay, 8 ottobre 2008) è stato un hockeista su ghiaccio canadese che nel corso della carriera ha giocato nella National Hockey League.

## Carriera
Goegan iniziò a giocare ad hockey in alcune formazioni della città natale Fort William per poi trasferirsi per due stagioni nella Northern Ontario Hockey Association fino al 1956, anno in cui entrò a far parte del mondo professionistico.
Esordì giocando per due anni in American Hockey League con i Cleveland Barons e vincendo subito una Calder Cup, tuttavia già nel corso della stagione 1957-1958 ebbo modo di debuttare in National Hockey League con la maglia dei Detroit Red Wings. Nelle stagioni successive diventò un titolare nella difesa della squadra di Detroit con oltre 200 presenze all'attivo, eccetto un prestito in Western Hockey League nel corso del campionato 1959-1960.
Nel 1962 giocò per alcuni mesi nell'organizzazione dei New York Rangers vincendo un'altra Calder Cup con il farm team degli Springfield Indians, tuttavia già nel mese di ottobre fece ritorno ai Red Wings. Nelle cinque stagioni si divise fra la prima squadra in NHL e la formazione affiliata in AHL dei Pittsburgh Hornets, squadra con cui vinse la terza Calder Cup in carriera con altrettante maglie.
Nell'estate del 1967 in occasione dell'NHL Expansion Draft Goegan fu selezionato dai Minnesota North Stars, formazione con cui giocò una stagione per un totale di 46 partite oltre a un prestito in WHL. Si ritirò un anno più tardi nel 1969 dopo aver giocato nelle leghe minori nordamericane.
Ritiratosi dall'attività agonistica Goegan morì nell'ottobre del 2008.

## Palmarès

### Club
- Calder Cup: 3

Cleveland: 1956-1957
Springfield: 1961-1962
Pittsburgh: 1966-1967